# Rose (by)
 For alternative betydninger, se Rose (flertydig). (Se også artikler, som begynder med Rose)
Rose er en by i Calabrien, Italien med 4.133 (2023) indbyggere.